# Корпускуляризм
Корпускуляризм (від латинського corpusculum «маленьке тіло» та -ізм), — це сукупність теорій, що пояснюють природні перетворення в результаті взаємодії частинок (minima naturalia, partes exiles, partes parvae, particulae та semina).  Він відрізняється від атомізму тим, що корпускули зазвичай наділені власною властивістю та є далі ділими, тоді як атоми не є ні тим, ні іншим. Хоча корпускулярні теорії часто пов'язують з появою ранньої сучасної механічної філософії, і особливо з іменами Томаса Гоббса, Рене Декарта, П'єра Гассенді, Роберта Бойля, Ісаака Ньютона, та Джона Локка, корпускулярні теорії можна знайти протягом усієї історії західної філософії.